# Fred Ramdat Misier
Lachmipersad Frederick "Fred" Ramdat Misier fue un político surinamés, nacido en Paramaribo, el 28 de octubre de 1926. Murió el 27 de junio de 2004. Presidente de facto de Surinam desde 1982 hasta 1988. Militante del NDP. Su gobierno es conocido como uno de los más represivos en la historia de Surinam. Aunque en este período Ramdat Misier fue el jefe de gobierno, realmente quien estaba a la cabeza del poder era Desi Bouterse. Después de soportar 2 intentos de golpe de Estado entre 1982 y 1983, y grandes protestas en la capital que paralizaron al país (1986) Ramdat Misier, junto con el Consejo Militar, llaman a elecciones libres en 1988 y entregan el poder a los civiles electos.

## Biografía

### Primeros años
Sus padres eran de nacionalidad holandesa, su padre era Famparpas Ramdat Misier y su madre fue Ramkali Misier. Su esposa fue Hilda Doergadei Dewandchand.
Ramdat Misier estudió derecho y trabajó después en el registro oficial de Paramaribo. En mayo de 1952 fue nombrado director de la oficina jurídica gratuita de Surinam. En 1961 se convirtió en asistente del secretario del tribunal de distrito en la ciudad neerlandesa de Utrecht. Entre 1961 y 1963 fue miembro adjunto del Tribunal de Justicia de Surinam.
Tras la independencia de Suriam el 25 de noviembre de 1975, durante la presidencia constitucional de Johan Ferrier, Misier se convierte en presidente de la corte suprema de justicia, bajo una disposición en la constitución de Surinam.

### Dictadura militar (1982 - 1988)

#### Llegada al poder
El 8 de febrero de 1982, fue derrocado el presidente de facto Henk Chin A Sen, que había ocupado el poder desde el "Golpe de los Sargentos" liderado por Dési Bouterse en 1980. El propio Bouterse había depuesto a Chin A Sen por intentar quitarle poder a las Fuerzas Armadas. Durante cinco días luego de la deposición de Chin A Sen, Bouterse ocupó interinamente la jefatura del estado hasta que la Junta Provisional designara un nuevo Presidente. Finalmente, Ramdat Misier fue elegido el 8 de febrero y colocado como Presidente de facto.
En marzo de 1982 un contragolpe militar dirigido por el comandante del ejército Wilfred Hawker intentó derrocar al gobierno de Ramdat Misier. Tras haber fallado Hawker es encarcelado en el Fuerte Zeelandia, y posteriormente fue torturado y asesinado.

#### El gobierno militar
En 1982, sindicatos, comerciantes y grupos profesionales comenzaron a manifestar su descontento. En diciembre, 15 periodistas, intelectuales y dirigentes sindicales, acusados de conspirar contra el Estado, fueron ejecutados extrajudicialmente en Fuerte Zeelandia. Este evento denominado los "asesinatos de diciembre" queda en la memoria de la ciudadanía como uno de los hechos más traumáticos en la historia del país. En diciembre de ese mismo año fue declarado en Surinam el estado de alarma y se impuso la ley marcial. En previsión de que los Países Bajos suspendieran su ayuda económica se nombró un consejo de ministros, cuya mayoría eran civiles, con el economista moderado Henry Neyhorst como primer ministro, aunque Bouterse todavía ejercía el poder efectivo y Ramdat Misier la jefatura del estado.
El gobierno dimitió, los Países Bajos y Estados Unidos suspendieron su ayuda económica y el país fue gobernado por decreto, nombrándose un gobierno provisional predominantemente militar. Otro intento de golpe de Estado en enero de 1983 acabó con la dimisión de dos tercios de la cúpula del ejército y la muerte del general Horb. Tras este último alzamiento contra el gobierno, el pueblo comienza a manifestarse y la fragilidad del gobierno se hace evidente.
El 4 de julio de 1984, Ramdat Misier unió a Surinam al CARICOM como miembro pleno para salir del aislamiento existente desde 1980. También Surinam se unió a varias otras organizaciones, lo cual le permitió al país volver a la escena internacional.
En enero de 1984 se produjeron grandes protestas en Surinam exigiendo la restitución del orden constitucional, y la celebración de elecciones libres, directas y secretas, por lo que Bouterse destituyó al consejo de ministros. Bouterse llegó a un acuerdo con los agitadores, y en febrero nombró a un nuevo gobierno con Wim Udenhout, su exasesor personal, en el cargo de primer ministro, continuando Misier como presidente del estado, todo esto con la intención de establecer un calendario para el gradual reestableciemiento del orden constitucional. En el gobierno se incluyeron sindicalistas y empresarios. En diciembre de 1984 se anunció una Asamblea Nacional con representantes de Stanvaste, de los sindicalistas y de la comunidad empresarial.
El 29 de noviembre de 1986 el ejército llevó a cabo una dura represión militar en el Este y el Sur de Surinam contra el Ejército de Liberación de Surinam (ELS), un movimiento de guerrilla dirigido por Ronnie Brunswijk, quien también era el principal adversario político de Ramdat Misier. El presidente incendió la casa de Brunswijk y separó a los militares del distrito de Moiwana; esta acción causó la muerte de treinta y cinco personas, la mayoría mujeres y niños.
En el gobierno de Ramdat Misier se intentó realizar un esfuerzo por reducir el aislamiento de Surinam, integrándose en la Comunidad del Caribe (CARICOM) como observador, y restableciendo relaciones con Cuba, Granada, Nicaragua, Brasil y Venezuela. En 1986 la violencia ganó nuevamente al país, con la llegada otra vez de varios grupos guerrilleros comandados por su líder Ronnie Brunswijk; esto avivó el gran malestar que tenía el pueblo con el gobierno y continuaron las marchas por toda Surinam. Paramaribo fue el estado más afectado pues hubo saqueos y desorden público. A causa de las difíciles circunstancias que atravesaba el país, en febrero de 1987 dimitieron cinco ministros y Jules Wijdenbosch, exministro del interior, fue nombrado primer ministro. En marzo de 1987 dimitió el consejo de ministros en bloque y el 7 de abril Bouterse nombró un nuevo gobierno dirigido por Wijdenbosch.
Tras haberse llamado a elecciones, Bouterse se reunió personalmente con el líder guerrillero Brunswijk y llegaron al acuerdo de que durante las elecciones habría una tregua y no ocurriría ningún acto de sabotaje; las elecciones se llevarían a cabo en forma pacífica y sin violencia.

#### Nueva constitución
A mediados de 1987 el presidente Ramdat Misier propuso en referéndum reformar la constitución de 1975, que ponía al país en un estado independiente y soberano. En esta nueva constitución se contemplaban dos temas importantes: el primero era el aumento del período presidencial a cinco años, y el segundo era que el mandatario podía ser reelegido de inmediato y para un segundo período. Esta constitución fue aprobada por el congreso y por el pueblo surinamés. Poco después el presidente Ramdat Misier informó al país que en mayo de 1988 serían realizadas las primeras elecciones libres en el país desde su independencia en noviembre de 1975.
La nueva constitución tenía planeado reducir el gran malestar nacional, pero no tuvo éxito. El resto de 1987 y parte de 1988 continuaron las marchas opositoras que no cesaron incluso el día de las elecciones.

#### Elecciones de 1988
En marzo de 1987 se llamaron a elecciones legislativas. Varios partidos participaron en las elecciones. Wijdenbosch reorganizó su partido y creó el Partido Nacional Democrático; los partidos de oposición se unieron y crearon el KTPI en octubre de 1987.
Los líderes políticos opositores fueron muy duros con las medidas económicas tomadas por el gobierno nacional. Bouterse y otros representantes de partidos firmaron el tratado de Leonsberg por el que la alianza prometía mantener la mejor relación posible con el ejército de Bouterse y respetar las elecciones. El grupo guerrillero de Brunswijk declaró una tregua durante las elecciones y prometió también aceptar el resultado de las elecciones celebradas.
Finalmente, en las elecciones celebradas en noviembre de 1987, el partido F.D.O. se consiguió 41 de los 51 escaños de la Asamblea Nacional; los demás partidos obtuvieron 4 escaños cada uno. El conteo de los resultados electorales dio como gran ganador al candidato del D.F.O Ramsewak Shankar.

### Actividad pospresidencial y fallecimiento
Ramdat Misier continuó viviendo en Paramaribo hasta su fallecimiento el 25 de junio de 2004, a sus setenta y ocho años de edad. Durante la ceremonia dada en el centro del Partido Nacional Democrático, el expresidente Jules Wijdenbosch (1996-2000), realizó un discurso sobre su vida, diciendo que Ha jugado un papel vital en la gestión democrática del nuevo Surinam. Trajo una evolución sin precedentes para el país. La ceremonia fue llevada a cabo el 30 de junio, contando con la presencia de varias figuras políticas, como Wijdenbosch y el presidente en ese momento Ronald Venetiaan (2000-2010).